# 尤寧縣 (南達科他州)
尤寧縣（英語：Union County）是美國南達科他州東南角的一個縣，位於密蘇里河與大蘇河之間，東鄰愛阿華州，南鄰內布拉斯加州。面積1,210平方公里。根據美國2000年人口普查，共有人口12,584人。縣治埃克波恩特（Elk Point）。
成立於1862年。原名科爾縣（以紀念達科他準州議員Austin Cole）。1864年改名，以表達在美國內戰中支持聯邦的態度。